# Saint-Michel-des-Andaines
Saint-Michel-des-Andaines ist eine Ortschaft und eine ehemalige französische Gemeinde mit 313 Einwohnern (Stand: 1. Januar 2022) im Département Orne in der Region Normandie. Sie gehörte zum Arrondissement Alençon und zum Kanton Juvigny-sous-Andaine.
Mit Wirkung vom 1. Januar 2016 wurden die bisherigen Gemeinden Bagnoles-de-l’Orne und Saint-Michel-des-Andaines zu einer Commune nouvelle mit dem Namen Bagnoles de l’Orne Normandie zusammengeschlossen und haben in der neuen Gemeinde den Status einer Commune déléguée. Der Verwaltungssitz befindet sich im Ort Bagnoles-de-l’Orne.

## Bevölkerungsentwicklung
| Jahr      | 1962 | 1968 | 1975 | 1982 | 1990 | 1999 | 2008 | 2015 |
| --------- | ---- | ---- | ---- | ---- | ---- | ---- | ---- | ---- |
| Einwohner | 329  | 298  | 273  | 277  | 313  | 327  | 331  | 356  |

## Sehenswürdigkeiten

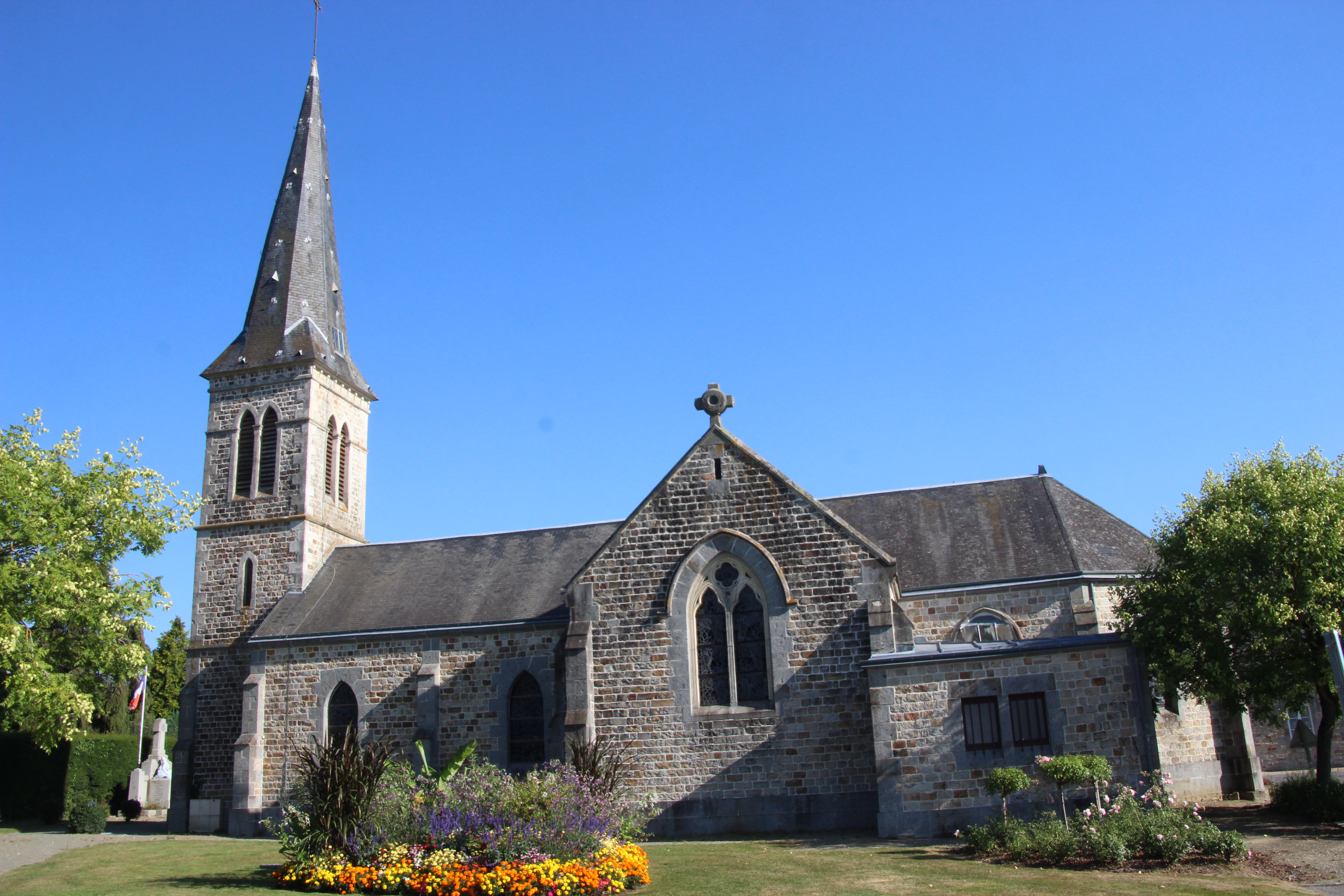
Kirche Saint-Michel
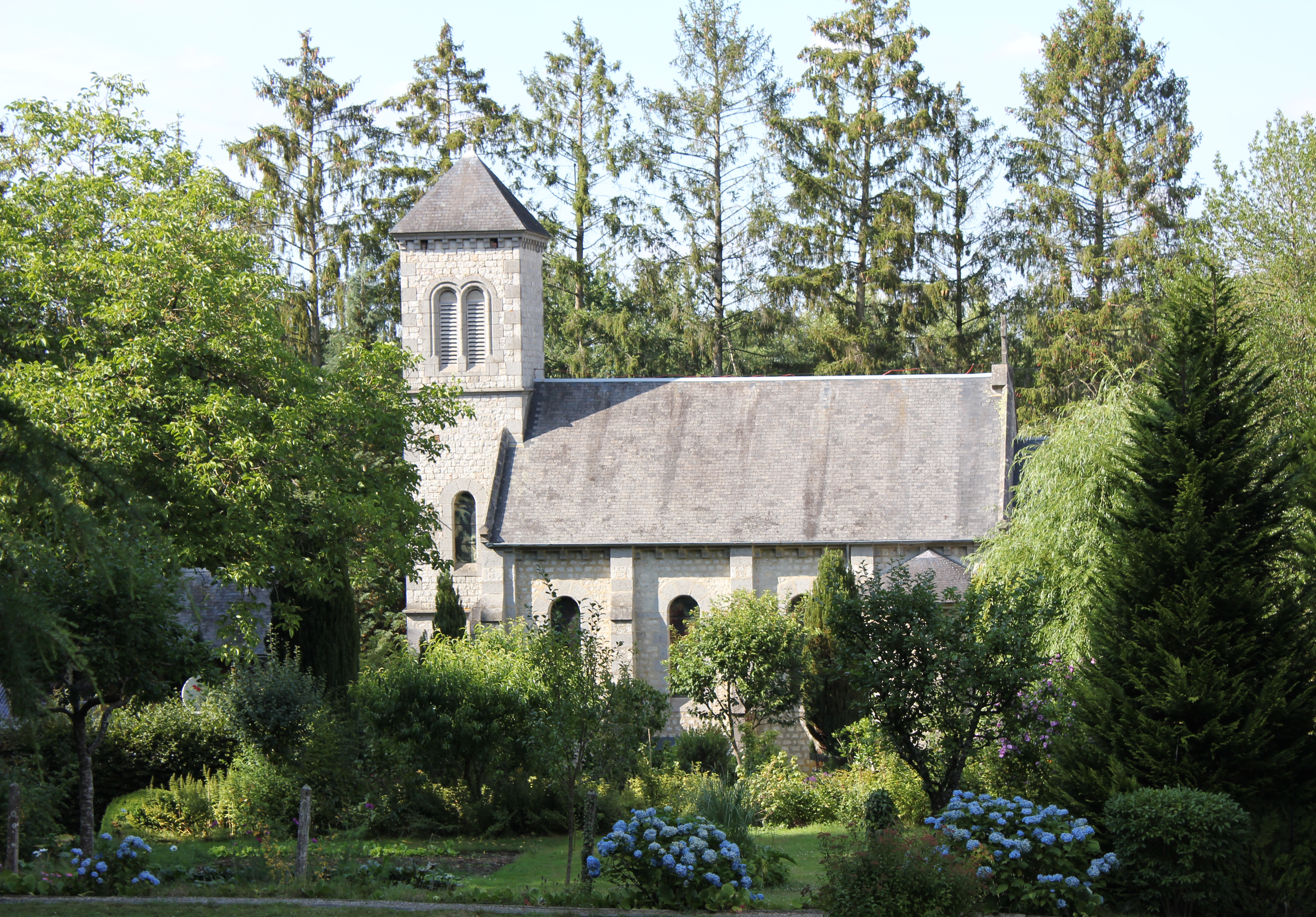
Kapelle Saint-Ortaire
- Kriegerdenkmal

- Kirche Saint-Michel
- Kapelle Saint-Ortaire